# 斯潘尼什弗拉特 (加利福尼亞州納帕縣)
斯潘尼什弗拉特（英語：Spanish Flat）是位於美國加利福尼亞州納帕縣的一個非建制地區。該地的面積和人口皆未知。

## 地理
斯潘尼什弗拉特的座標為38°32′07″N 122°13′30″W / 38.53528°N 122.22500°W，而該地的平均海拔高度為173米（即568英尺）。